# 日本地雷処理を支援する会
日本地雷処理を支援する会（にほんじらいしょりをしえんするかい、略称：JMAS（ジェーマス）、Japan Mine Action Service）とは、日本の特定非営利活動法人である。

## 概要
その名の通り、地雷処理を支援する団体であるが、他の一般的なNGOなどと異なる点は、自衛官経験者が中核となって活動しているところである。また、地雷の他に不発弾の処理も行っている。
これら爆発物の処理活動は非常に危険であり、特別な訓練を受けていない一般のNGOでは実際の処理は事実上不可能とも言える。海外のNGOでも、地雷を始めとした爆発物処理に成果を上げているのは軍歴経験者が中核となった団体のみとなっている。JMASは、これら海外の例に倣い、軍事知識の豊富な元自衛官が積極的に関わることで、実際に成果を上げている。

## 実績
2002年（平成14年）7月1日、カンボジア・プレイベーン州における不発弾処理から活動を開始。現在は、カンボジア、ラオス、パラオ 及び ミクロネシア連邦において、主に現地人を雇用・指導する事で、爆発物処理の技術を伝え、地雷や不発弾の撤去に当たっている。
2008年度（平成20年度）から、カンボジアとアンゴラで地雷除去機を使用した地雷除去活動を開始。同時に、井戸の掘削、地雷を除去した跡地への学校建設や道路整備、文房具などの寄付活動を行っている。また、現地住民の地雷事故防止のため、パンフレットや紙芝居を使って地雷の危険性の周知徹底・啓蒙活動を行っている。

## 関係する人物
- 西元徹也 - 初代会長（元統合幕僚会議議長）
- 先崎一 - 2代会長（元統合幕僚長）
- 折木良一 - 3代会長（元統合幕僚長）
- 椋木功 - 副会長（元情報本部長）
- 土井義尚 - 初代理事長（元補給統制本部長）
- 野中光男 - 2代理事長（元陸上自衛隊東北方面総監）
- 荒川龍一郎 - 3代理事長（元陸上自衛隊中部方面総監）